# Armando Broja
Armando Broja (Slough, 2001. szeptember 10. –) albán válogatott labdarúgó,  a Chelsea játékosa.

## Pályafutása

### Klubcsapatokban
Utánpótláskorú játékosként a Tottenham Hotspur és a Chelsea akadémiájának volt a tagja. 2021. február 26-án írta alá első profi szerződését a londoni kék-fehér csapattal. 2020. március 8-án egy Everton elleni bajnokin mutatkozott be az első csapatban, a 86. percben Olivier Giroud cseréjeként pályára lépve.
2020. augusztus 21-én a holland élvonalban szereplő Vitesse-hez került kölcsönbe egy évre. Az Eredivisie-ben 2020. szeptember 19-én, a Sparta Rotterdam elleni 2–0-s győzelem során szerezte az első gólját. A 2020-2021-es idényben 33 bajnokin lépett pályára és tíz góljával csapata legeredményesebb játékosa lett.
2021. július 18-án új, ötéves szerződést írt alá a klubbal.
2021. augusztus 10-én újból kölcsönadta őt a Chelsea, ezúttal a szintén a Premier League-ben szereplő Southamptonnak. Új csapatában augusztus 25-én mutatkozott be, a Ligakupában a negyedosztályú Newport County elleni 8–0-s győzelem alkalmával.
2024. augusztus 30-án kölcsönbe szerződtette az Everton csapata.

### A válogatottban
2019. május 28-án kapott először meghívót az U19-es korosztályos albán válogatottba. 2019. június 3-án a Koszovó elleni felkészülési mérkőzésen góllal mutatkozott be a csapatban.
2019. június 9-én Wales korosztályos csapata ellen az U21-es válogatottban is bemutatkozhatott, és miután a 46. percben csereként pályára lépett, ő szerezte csapata mindkét gólját a 2–1-re megnyert mérkőzésen.
2019. május 21. és 26. között részt vett az felnőtt válogatott edzőtáborában.
2020. szeptember 7-én Litvánia ellen lépett pályára először a nemzeti csapatban (0–1).
2021. szeptember 5-én a világbajnoki selejtezők során Magyarország ellen szerezte első válogatott gólját az Elbasan Arénában 1–0-ra megnyert mérkőzésen. Október 9-én a Puskás Arénában rendezett selejtezőn újból eredményes volt, Albánia pedig idegenben is legyőzte a magyar csapatot 1–0 arányban.

## Magánélet
Broja Angliában született, szülei Albániából, Malësiából származnak.

## Statisztika

### Klubcsapatokban
2025. április 19-én frissítve.
| Klub           | Szezon         | Bajnokság      | Bajnokság     | Bajnokság | Országos kupa | Országos kupa | Ligakupa      | Ligakupa | Nemzetközi kupa | Nemzetközi kupa | Összesen      | Összesen |
| Klub           | Szezon         | Bajnokság      | Pályára lépés | Gól       | Pályára lépés | Gól           | Pályára lépés | Gól      | Pályára lépés   | Gól             | Pályára lépés | Gól      |
| -------------- | -------------- | -------------- | ------------- | --------- | ------------- | ------------- | ------------- | -------- | --------------- | --------------- | ------------- | -------- |
| Chelsea        | 2019–20        | Premier League | 1             | 0         | 0             | 0             | 0             | 0        | 0               | 0               | 1             | 0        |
| Chelsea        | 2020–21        | Premier League | 0             | 0         | 0             | 0             | 0             | 0        | —               | —               | 0             | 0        |
| Chelsea        | 2021–22        | Premier League | 0             | 0         | 0             | 0             | 0             | 0        | —               | —               | 0             | 0        |
| Chelsea        | 2022–23        | Premier League | 12            | 1         | 0             | 0             | 1             | 0        | 5               | 0               | 18            | 1        |
| Chelsea        | 2023–24        | Premier League | 13            | 1         | 2             | 1             | 4             | 0        | —               | —               | 19            | 2        |
| Chelsea        | 2024–25        | Premier League | 0             | 0         | 0             | 0             | 0             | 0        | 0               | 0               | 0             | 0        |
| Chelsea        | Összesen       | Összesen       | 26            | 2         | 2             | 1             | 5             | 0        | 5               | 0               | 38            | 3        |
| Vitesse        | 2020–21        | Eredivisie     | 30            | 10        | 4             | 1             | —             | —        | —               | —               | 34            | 11       |
| Southampton    | 2021–22        | Premier League | 32            | 6         | 4             | 1             | 2             | 2        | —               | —               | 38            | 9        |
| Fulham         | 2023–24        | Premier League | 8             | 0         | —             | —             | —             | —        | —               | —               | 8             | 0        |
| Everton        | 2024–25        | Premier League | 10            | 0         | 1             | 0             | 0             | 0        | —               | —               | 11            | 0        |
| Karrier összes | Karrier összes | Karrier összes | 106           | 18        | 11            | 3             | 7             | 2        | 5               | 0               | 129           | 23       |

### A válogatottban
2025. június 10-én frissítve.
| Válogatott | Év       | Pályára lépés | Gól |
| ---------- | -------- | ------------- | --- |
| Albánia    | 2020     | 3             | 0   |
| Albánia    | 2021     | 7             | 3   |
| Albánia    | 2022     | 7             | 1   |
| Albánia    | 2024     | 6             | 1   |
| Albánia    | 2025     | 4             | 0   |
| Összesen   | Összesen | 27            | 5   |

### Góljai a válogatottban
| # | Dátum               | Helyszín                             | Válogatottsági szám | Ellenfél     | Eredmény a gólt követően | Végeredmény | Kiírás                         |
| - | ------------------- | ------------------------------------ | ------------------- | ------------ | ------------------------ | ----------- | ------------------------------ |
| 1 | 2021. szeptember 5. | Elbasan Aréna, Elbasan, Albánia      | 7                   | Magyarország | 1–0                      | 1–0         | 2022-es világbajnoki selejtező |
| 2 | 2021. szeptember 8. | Elbasan Aréna, Elbasan, Albánia      | 8                   | San Marino   | 3–0                      | 5–0         | 2022-es világbajnoki selejtező |
| 3 | 2021. október 9.    | Puskás Aréna, Budapest, Magyarország | 9                   | Magyarország | 1–0                      | 1–0         | 2022-es világbajnoki selejtező |